# Lothar Hardick

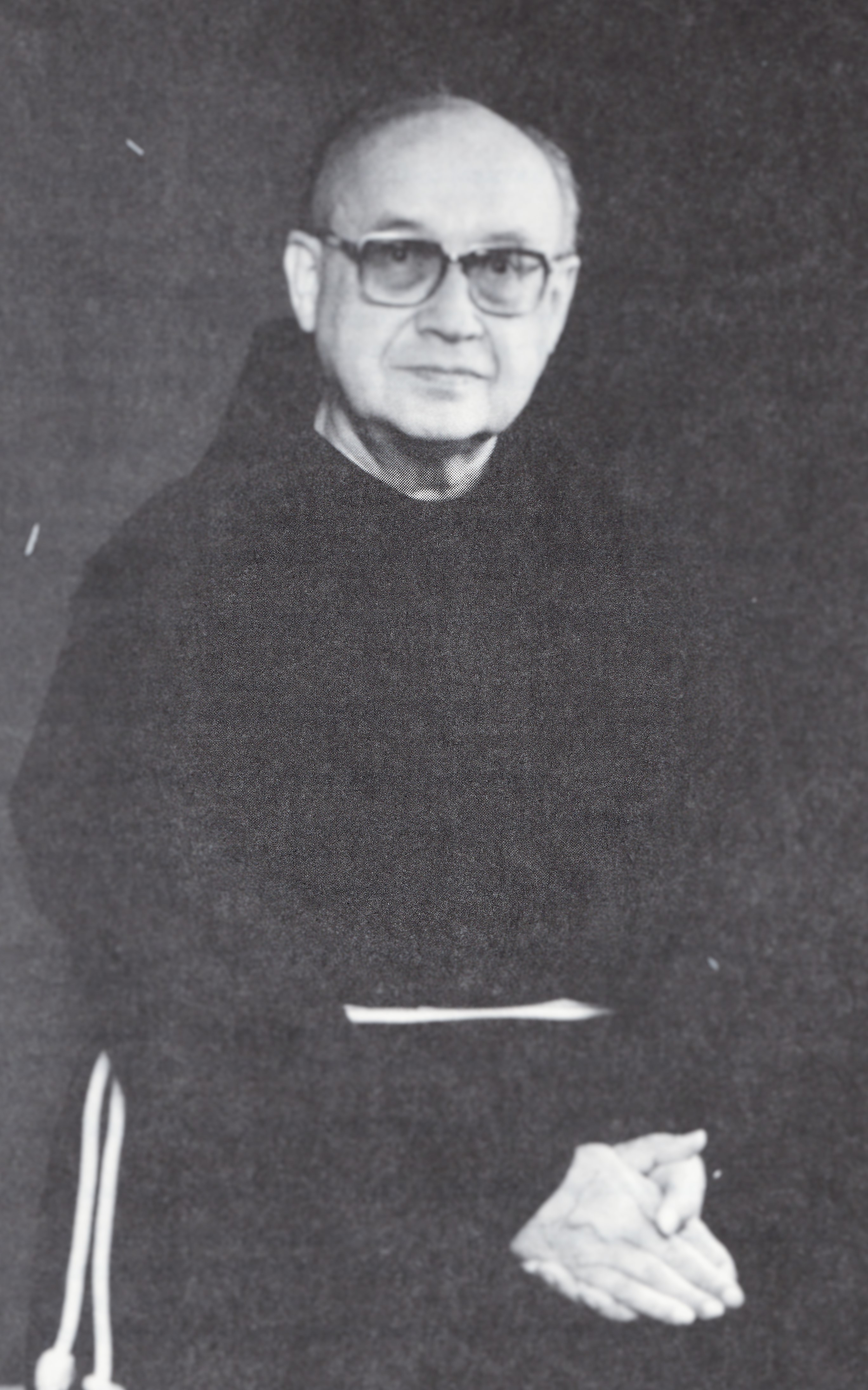
P. Lothar Hardick

Lothar Hardick OFM (* 24. August 1913; † 20. Februar 1999) war ein deutscher Franziskaner und Kirchenhistoriker.

## Wirken
Lothar Hardick bekam nach seinem Eintritt in die Sächsische Franziskanerprovinz (Saxonia) bereits während seines Theologiestudiums von P. Autbert Stroick, Lektor für Kirchengeschichte an der Philosophisch-theologischen Lehranstalt der Saxonia in Dorsten, Impulse, sich mit der Geschichte und der Spiritualität des Franziskanerordens von den Anfängen an zu befassen. Im Zweiten Weltkrieg war er Soldat. 1946 nahm er an der Universität Münster das Studium der Kirchengeschichte auf und promovierte bei Georg Schreiber über das Thema Die Auseinandersetzungen zwischen Zisterziensern und Cluniazensern im 12. Jahrhundert. Neben der Ordensgeschichte hatte er einen Tätigkeitsschwerpunkt im Bereich der Volkskunde und des religiösen Brauchtums.
Zusammen mit den franziskanischen Ordenshistorikern Sophronius Clasen und Kajetan Eßer (Kölnische Franziskanerprovinz) sowie Engelbert Grau (Bayerische Franziskanerprovinz) gab er die Reihe Franziskanische Quellenschriften heraus, als ersten Band 1951 Schriften des heiligen Franziskus von Assisi. Hardicks Beitrag dazu waren Untersuchungen zu den verschiedenen Fassungen der Ordensregel des Ordensgründers Franz von Assisi. Die Autoren sahen ihre Forschungen über die Anfänge des Ordens als Beiträge zu einer Erneuerung des Ordenslebens und seiner Spiritualität. 1961 wurde P. Lothar Hardick vom Generalminister des Franziskanerordens zum Leiter der historischen Sektion des Ordensstudiums St. Bonaventura in Quaracchi bei Florenz berufen. Von 1962 bis 1967 war er Hauptschriftleiter der Vierteljahresschrift Franziskanische Studien.
Hardick veröffentlichte zahlreiche Aufsätze zur franziskanischen Geschichte und Spiritualität und wandte sich damit auch an franziskanische Schwesterngemeinschaften, bei denen er seelsorglich tätig war. Er hielt Vorträge und Rekollektionen, die Schwesternklöstern auch als Tonbandaufnahmen zur Verfügung gestellt wurden, und wirkte bei Kongressen und Schulungen mit, vor allem auch für Ordensfrauen in Leitungsaufgaben. Seine Forschungen zu den Quellen franziskanischer Spiritualität flossen dadurch in die Satzungen und Statuten zahlreicher Ordensgemeinschaften ein, als diese auf Wunsch des Zweiten Vatikanischen Konzils (Dekret über die zeitgemäße Erneuerung des Ordenslebens Perfectae caritatis) überarbeitet wurden. Von 1972 bis 1984 gab P. Lothar Hardick im Auftrag der Saxonia die Zeitschrift Dienender Glaube heraus, die sich an Ordensfrauen richtete.
Viele Jahre betreute er die jährlichen Werkwochen der „Franziskanischen Arbeitsgemeinschaft im nordwestdeutschen Raum“, die auf seine Initiative entstanden war und zu denen sich Vertreter der franziskanischen Männer- und Frauenorden trafen: Lothar Hardick gab die Vortragstexte dieser Treffen heraus und wirkte häufig auch selbst als Referent mit. Die Arbeitsgemeinschaft schloss sich 1968 mit der von Kapuzinern geleiteten „Süddeutschen franziskanischen Arbeitsgemeinschaft“ zur „Franziskanischen Arbeitsgemeinschaft“ (FAG) zusammen, die sich der Besinnung auf franziskanische Spiritualität, ihre Erforschung und Vermittlung widmet. Sie besteht seit 1982 als „Interfranziskanische Arbeitsgemeinschaft – INFAG“.
Mehrere Veröffentlichungen Hardicks waren der Interpretation des franziskanischen Friedensbegriffs gewidmet. Für die 2. Auflage des Lexikons für Theologie und Kirche verfasste er in den Jahren 1959 bis 1965 über dreißig Artikel zu franziskanischen Themen und über einzelne Mitglieder der franziskanischen Orden.

## Ehrungen
- Verdienstmedaille der St.-Bonaventura-Universität New York (14. Juli 1991)

## Schriften (Auswahl)
- Cluny und Citeaux. Die kritische Selbstbetrachtung des Mönchtums im 12. Jahrhundert. Münster 1949 (theol. Dissertation, Maschinenschrift)
- [mit Cajetan Eßer OFM]: Die Schriften des Hl. Franziskus von Assisi. Einführung, Übersetzung, Auswertung. Dietrich-Coelde-Verlag, Werl 1951 (Franziskanische Quellenschriften Bd. 1, weitere Auflagen, z. T. mit Engelbert Grau OFM, zahlreich Übersetzungen).
- [mit Engelbert Grau OFM]: Leben und Schriften der heiligen Klara. Einführung, Übersetzung und Anmerkungen von Engelbert Grau. Erläuterungen von Lothar Hardick. Dietrich-Coelde-Verlag, Werl 1952 (Franziskanische Quellenschriften Bd. 2).
- Zur Chronologie im Leben der hl. Klara. In: Franziskanische Studien, 35. Jahrgang, 1953, S. 174–210, jetzt auch in: Dieter Berg (Hrsg.): Spiritualität und Geschichte. Werl 1993, S. 203–223.
- Der Orden der hl. Klara in Deutschland. Hinweise zu seiner Geschichte. Aus Anlaß der Siebenhundertjahrfeier des Heimgangs der hl. Klara. In: Vita Seraphica, 34. Jahrgang, 1953, S. 49–73, jetzt auch in: Dieter Berg (Hrsg.): Spiritualität und Geschichte. Werl 1993, S. 185–202.
- Leben und "Goldene Worte" des Bruders Ägidius. (Übersetzung: Paul Alfred Schlüter; Einführung und Erläuterungen: Lothar Hardick) Dietrich-Coelde-Verlag, Werl 1953 (Franziskanische Quellenschriften Bd. 3).
- "Pecunia et denarii". Untersuchungen zum Geldverbot in den Regeln der Minderbrüder. In: Franziskanische Studien, 41. Jahrgang 1959, S. 268–290.
- Nach Deutschland und England. Die Chroniken der Minderbrüder Jordan von Giano und Thomas von Eccleston. Dietrich-Coelde-Verlag, Werl 1956 (Hrsg. und anonymer Autor mehrerer Einzelbeiträge).
- Ostwestfalen im Plangefüge der Sächsischen Franziskanerprovinz. In: Westfälische Zeitschrift. 110 (1960), S. 305–328, jetzt auch in: Dieter Berg (Hrsg.): Spiritualität und Geschichte. Werl 1993, S. 163–181.
- Die Ermahnungen des heiligen Franziskus von Assisi. Werl 1981 (Bücher franziskanischer Geistigkeit Bd. 22)
- Ansatz und Richtung des Friedensgedankens bei Franziskus von Assisi. In: Wissenschaft und Weisheit, 45. Jahrgang, 1982, S. 26–46, jetzt auch in: Dieter Berg (Hrsg.): Spiritualität und Geschichte. Werl 1993, S. 14–32.
- Wie man Frieden schaffen kann. Der hl. Franziskus und der Wolf von Gubbio. In: Dienender Glaube, 59. Jahrgang, 1983, S. 286–291, jetzt auch in: Dieter Berg (Hrsg.): Spiritualität und Geschichte. Werl 1993, S. 33–38.
- „Er kam zu Dir, damit Du zu ihm kämest.“ Skizzen zu Leben und Lehre des heiligen Antonius von Padua. Dietrich-Coelde-Verlag, Werl 1986, ISBN  3-87163-158-2 (Bücher franziskanischer Geistigkeit Bd. 27).
- Unsere Regel, unser Leben. Kommentar zu: Regel und Leben der Brüder und Schwestern vom Regulierten dritten Orden des hl. Franziskus. Dietrich-Coelde-Verlag, Werl 1987, ISBN 3-87163-163-9.